# Chiropterotriton priscus
Chiropterotriton priscus е вид земноводно от семейство Безбелодробни саламандри (Plethodontidae). Видът е почти застрашен от изчезване.

## Разпространение
Разпространен е в Мексико.

## Описание
Популацията на вида е стабилна.